# Trướng bụng

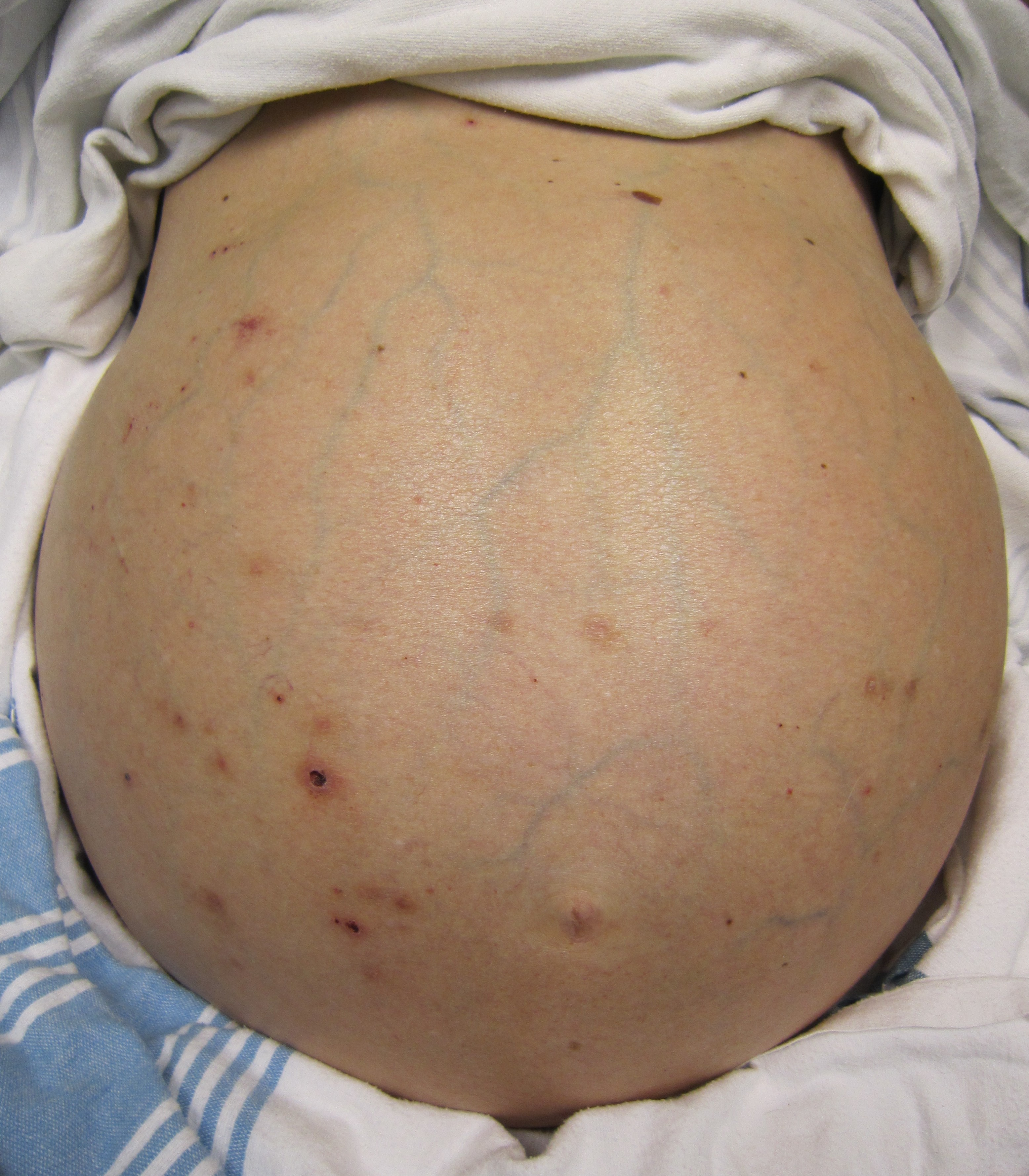
Trướng bụng

Trướng bụng hay chướng bụng xảy ra khi các chất tích tụ trong bụng gây ra sự mở rộng của nó. Ví dụ như táo bón  Nó thường là triệu chứng của một căn bệnh tiềm ẩn hoặc rối loạn chức năng trong cơ thể, chứ không phải là một căn bệnh theo đúng nghĩa của nó. Những người mắc phải tình trạng này thường mô tả nó là "cảm giác chướng bụng ". Những người đau thường trải qua cảm giác no, áp lực bụng và có thể buồn nôn, đau hoặc chuột rút. Trong những trường hợp cực đoan nhất, áp lực lên trên cơ hoành và phổi cũng có thể gây khó thở. Thông qua nhiều nguyên nhân (xem bên dưới), đầy hơi thường gặp nhất là do sự tích tụ khí trong dạ dày, ruột non hoặc ruột già. Cảm giác áp lực thường giảm bớt, hoặc ít nhất là giảm bớt, do ợ hơi hoặc đầy hơi. Các loại thuốc giải quyết khí trong dạ dày và ruột cũng thường được sử dụng để điều trị chứng khó chịu và giảm bớt tình trạng trướng bụng.

## Nguyên nhân
Các chuyên gia tin rằng một nguyên nhân chính gây đầy hơi bất thường là ăn quá nhiều và nuốt không khí, được gọi là aerophagia. Các nguyên nhân gây đầy hơi khác bao gồm các bệnh viêm ruột như bệnh Crohn và viêm loét đại tràng, hội chứng ruột kích thích, tiểu đường, khó tiêu chức năng hoặc táo bón thoáng qua. Trong một số ít trường hợp, đầy hơi có thể xảy ra ở những người không dung nạp sữa (không dung nạp đường sữa), nhiễm ký sinh trùng như giardia, ngộ độc thực phẩm (vi khuẩn), bệnh celiac, loét dạ dày nặng, tắc ruột hoặc sau một số loại phẫu thuật bụng.